# Philippe Lançon
Philippe Lançon (Vanves, Altos del Sena, 1963) es un periodista y escritor francés. Fue herido en el ataque terrorista contra Charlie Hebdo el 7 de enero de 2015, mientras trabajaba para el semanario satírico francés.

## Trayectoria
Especialista en literatura, Lançon ha trabajado para varias publicaciones francesas. Es colaborador habitual del semanario satírico Charlie Hebdo, aunque también escribió para el diario de izquierda Libération, y ha impartido cursos en América Latina sobre literatura. También ha sido profesor de cultura y literatura en América Latina, habiendo sido ponente invitado en Universidad de Princeton en alguna ocasión. En otoño de 2015, impartió un curso en la Universidad de Princeton, titulado «Escritores y dictadores en América Latina».

## Publicaciones
- 1998: Monografía sobre el artista Jean Daviot, Victoire éditions, París.
- 2004: Philippe Lançon (bajo el pseudónimo de Gabriel Lindero). Je ne sais pas écrire et je suis un innocent. París: Calmann-Lévy. p. 350. ISBN 9782702134283. Archivado desde el original el 22 de octubre de 2007. Consultado el 31 de marzo de 2020.
- 2011: Philippe Lançon (2011). Les îles. París: Jean-Claude Lattès. ISBN 9782709635134.
- 2016: Prefacio a La Légèreté, por Catherine Meurisse, Dargaud.
- 2013: L'Élan, París, Gallimard, ISBN 9782070140886.
- 2018: Le Lambeau, París, Gallimard, 2018, 512 páginas, ISBN 978-2-07268-907-9. (El colgajo. Anagrama.).

## Ataque terrorista
Lançon estaba asistiendo a una reunión semanal de Charlie Hebdo en el momento del ataque el 7 de enero de 2015. Fue herido en la cara por disparos de rifle, y quedó en estado crítico, pero sobrevivió a sus heridas. Después de un largo tratamiento médico, él mismo escribió su historia en el libro Le Lambeau [Fragmentos], por el que recibió dos premios literarios en Francia.

## Distinciones
- Chevalier de la Ordre des Arts et des Lettres (2015)[5]

## Honores
- En 2012, fue galardonado con el Premio Henri de Régnier de la Academia francesa por su trabajo Les Îles.
- En 2013, recibió el premio Jean-Luc Lagardère al Periodista del Año.
- En 2018, fue galardonado con el Premio Fémina y con el premio especial Renaudot por su obra Le Lambeau.